# The Walking Dead: Survival Instinct
The Walking Dead: Survival Instinct là trò chơi điện tử thuộc thể loại bắn súng góc nhìn thứ nhất một người chơi lấy bối cảnh hậu tận thế được phát triển bởi Terminal Reality và phát hành bởi Activision. Trò chơi dựa trên phim truyền hình Walking Dead, chuyển thể thành game bởi Telltale Games dựa trên bộ truyện tranh cùng tên. The Walking Dead: Survival Instinct lấy bối cảnh ở thời điểm trước so với thời điểm xảy ra trong phim truyền hình; diễn ra ở vùng Georgia, tập trung vào nhân vật Daryl và Merle Dixon trên đường đến Atlanta trong những ngày đầu của nạn xác sống. Những phản hồi về The Walking Dead: Survival Instinct hầu hết là tiêu cực. Nhiều khía cạnh của game bị phê bình, bao gồm đồ họa game, khả năng định hướng lẫn cốt truyện.

## Tổng quát
Người chơi vào vai Daryl Dixon - người có thể vừa chạy trốn khỏi xác sống, vừa có khả năng đấu tranh. Trên đường đi của mình, người chơi sẽ gặp những người còn sống khác: họ có thể giúp bạn hoặc bỏ đi. Người chơi cần cảnh giác với chất nổ, đạn dược và thức ăn tìm được, và cần suy nghĩ về người lẫn số lượng người tham gia nhóm của mình. Trên đường đi, bạn cũng có thể chọn đường cao tốc để tiết kiệm nhiên liệu nhưng dễ gây hỏng hóc; hoặc chọn đường nhỏ để tìm đến những khu phố và khả năng hỏng hóc sẽ thấp hơn. Người chơi cũng có thể thay đổi phương tiện di chuyển, từ xe tải nhỏ cho đến chiếc SUV. Bạn cần phải cảnh cẩn trọng với lượng xăng khi sử dụng phương tiện. Khi cạn xăng, bạn cần dừng ở bên đường để tự tìm những bình xăng.

## Cốt truyện
Giữa đợt bùng phát xác sống, một thời gian ngắn sau cái chết của bố mình, Daryl Dixon cùng người chú Jess Collins rời khỏi nơi ẩn náu trên núi Cabot Ridge để tìm nhu yếu phẩm ở khu phố bên cạnh Sedalia. Trên đường tìm kiếm nhiên liệu, Daryl gặp Jimmy Blake, nhân viên cảnh sát cuối cùng còn sót lại của Sedalia trên một sân thượng. Hắn yêu cầu Daryl tìm pin cho chiếc đài để gọi cứu viện. Ở trạm xăng gần đó, Daryl gặp Warren Bedford, người giao xăng cho Daryl với điều kiện được tham gia vào nhóm. Nhóm bốn người sau đó đi đến Pemberton.
Trên đường đến Pemberton, Jess dần yếu hơn vì vết cắn khi ở trên núi. Tại nơi cắm trại, Daryl gặp nghị sĩ Lee, người đưa Daryl một khẩu súng ngắn và nhờ anh tìm người canh gác công viên để lấy chìa khóa xe. Trong khi tìm người canh gác, Daryl nghe tiếng một cô gái đang bị tấn công từ radio. Daryl cũng tìm thấy người canh gác trong tình trạng đã biến thành xác sống. Về phần Jess, vì không chống chịu được đã bị biến đổi, buộc phải rời Daryl và Warren/Jimmy - những người còn sống sót.
Không lâu sau khi đến một khu phố tên Fontana để tìm anh trai mình, Merle Dixon, Daryl nghe tiếng xả súng điên cuồng từ một tòa nhà. Kẻ lạ mặt xả súng đó là Merle, người đang cố thoát thân khỏi đám lính Mỹ định đưa anh vào tù. Merle tham gia nhóm và yêu cầu tất cả đi đến quán rượu tên Jake's - điểm đến tiếp theo.
Khi Daryl hỏi lý do Merle đến Jake's, Merle nói anh có giữ vài thứ cho Daryl ở đó. Khi đến quán rượu, Merle nói Daryl ở trong xe nhưng Dary vẫn tiếp tục theo sát anh trai mình. Anh nhận ra Merle trở lại quán này để trả thù bọn người đã bán đứng anh, sau đó lấy cho Daryl bộ cung tên. Merle tấn công vài người trong đám đang ở quán, đến khi bọn còn lại trở về và hạ Daryl, lấy hết mọi dụng cụ cùng nhu yếu phẩm. Một tay súng giữ bộ cung của Daryl. Daryl lấy lại nó và quay ra tìm Merle, bỏ quên các dụng cụ. Cuối cùng, Daryl nhận ra Merle đã đi mất trong khi bọn người kia bị bắn và bị xác sống ăn thịt.
Daryl gặp một người sống sót khác tên Anna Turner và liên lạc với bố của cô - John, một viên cảnh sát trưởng - để sắp xếp một cuộc hẹn ở khu sơ tán Palmetto Estates. Sau đó, anh đến phòng nghiên cứu Danvers để tìm huyết thanh (được cho là có thể chữa được dịch bệnh), Daryl chiến đấu với xác sống trên đường đến đó và gặp một người đàn bà tên Sheila Schneider, thành viên của Archer Creek Dam group. Sheila nói rằng huyết thanh chỉ là tin đồn, không có thuốc chữa nào hết. Văn phòng bị đóng bởi hệ thống an ninh tự động và Daryl yêu cầu Anna gạt cần để mở khóa. Đó hóa ra là kích hoạt hệ thống báo động. Sau khi thoát khỏi phòng nghiên cứu, Daryl và Anna đi đến Sherwood để tìm thông tin về cuộc sơ tán. Daryl cuối cùng tạm biệt Anna khi cô tìm thấy bố mình và lái xe đi.
Trong khi tìm kiếm xung quanh, Daryl tìm thấy hai người lớn tuổi còn sống, Terry Harrison và vợ ông, người ốm liệt giường đang trong tình trạng sức khỏe xấu. Harrison chăm sóc vợ mình và lo cho hai người con gái, Amy và Andrea. Ông nhờ Daryl tìm Aiden, người đang chịu trách nhiệm về những chiếc máy bay cứu hộ. Ông tiếp tục nhờ Daryl tìm thuốc kháng sinh từ trạm y tế để làm giảm cơn đau của vợ mình. Daryl gặp vợ của Aiden, Jane, người chỉ dẫn Daryl đến tìm chồng mình ở trạm y tế. Daryl tìm thấy Aiden với cổ chân bị trẹo, bị kẹt trên nóc của trạm y tế. Aiden nói Daryl để phát tín hiệu đến chiếc trực thăng cứu thương, anh phải tìm được chiếc túi trong nhà xe, trong đó có pháo phát sáng có thể dùng để báo hiệu cho máy bay cứu hộ. Daryl tìm thấy pháo sáng và mang đến cho Aiden. Hắn bắt đầu phát tín hiệu sơ tán. Daryl sau đó trở lại khu phố nơi Terry, vợ ông và Jane đang đợi. Khi anh đến, anh buộc phải chọn giữa hai nơi để đi vì cả hai ngôi nhà đều đang bị xác sống tấn công. Người sống sót mà Daryl chọn cứu sống sẽ nói cho anh trụ sở sơ tán cuối cùng là Atlanta, ở sân vận động Firesign.
Daryl và những người còn sống tiếp tục đi đến sân vận động và nhận ra ở đó đầy xác sống. Daryl cố tìm những chiếc máy bay cứu hộ nhưng chúng đều bị hỏng trước khi anh đến, trừ một chiếc cuối cùng sót lại đang phủ đầy xác sống. Daryl "xử" sạch bầy xác sống bằng khẩu M2 Browning đặt trên một chiếc Humvee (một loại xe quân đội) được lái bởi Merle, người vừa trở về. Sau khi bảo vệ được máy bay cứu hộ, Daryl cố gắng trèo lên nhưng bị Merle giữ lại, nói rằng tên phi cơ trên đó đã bị cắn. Những người sống sót đã lên máy bay, đành mặc cho số phận.

## Quá trình quảng bá
Trong trò chơi, Norman Reedus và Michael Rooker lồng tiếng cho vai Daryl và Merle Dixon tương ứng với vai diễn của họ trong phim truyền hình.
Trong suốt tám tập của phim truyền hình mùa thứ ba, ba từ khóa hiện ra mỗi tập trong thời gian quảng cáo khi nhập vào amcdead.com trong thời gian quy định ở Dead Giveaway / The Surive and Drive Sweepstakes. Người thắng cuộc mỗi tuần sẽ có cơ hội vinh danh trong game. Người dẫn đầu mỗi tuần sẽ được sáp nhập thành nhân vật game và dùng trong một trong tám "death vignettes"

## Phản hồi
The Walking Dead: Survival Instinct nhận được nhiều phản hồi tiêu cực từ dư luận, bao gồm độ tương tác kém, đồ họa thấp và bối cảnh chưa đạt, cốt truyện thiếu liên kết, và không đạt được sự kì vọng về chất lượng. Trên Metacritic, phiên bản the Xbox 360 đạt tổng điểm 32 trên 100, dựa trên 30 bài nhận xét.
Mặc dù trò chơi có cách tiếp cận dễ dàng ở dạng zombie FPS (First Person Shooter: dòng game diệt xác sống từ góc nhìn thứ nhất) và ở sự nhấn mạnh trong các loại vũ khí ít bạo lực (so với các dòng game khác như Dead Rising và Left 4 Dead)  "không nhất thiết phải trở nên bạo lực", Computer & Video Games cho rằng Survival Instinct là "một trong những sự hoang phí của ngành giải trí," nhấn mạnh về sự "ấu trĩ" trong thiết kế, đổ nát, nhịp điệu chậm với những hành động không nhất quán, và chất lượng đồ họa thì "tàn bạo".
Trong suốt thời gian trên một cuộc phỏng vấn trên Reddit (mục Ask Me Anything), tác giả của bộ truyện Walking Dead, Robert Kirkman né tránh Survival Instinct vì những phản hồi tiêu cực nó nhận phải, viện cớ cho sự liên quan của mình với hãng Telltale, và nói thêm rằng "tôi khá chắc chắn rằng biểu tượng AMC phía trước tên của trò chơi không phải là hình của tôi. Nếu có hình mặt tôi ở trước biểu tượng, tôi sẽ phản hồi những điều đó."